# Timothée Chalamet
  Timothée Chalamet    (Manhattan, 27 de desembre de 1995) és un actor francoestatunidenc. Va començar a actuar en pel·lícules curtes abans d'aparèixer a la sèrie de televisió dramàtica Homeland el 2012. Al cap de dos anys, va debutar al cinema amb el drama Men, Women & Children i després aparegué a la pel·lícula de ciència-ficció de Christopher Nolan Interstellar.
El 2017, Chalamet es va fer conegut pel seu paper d'Elio Perlman al drama romàntic de Luca Guadagnino Call Me by Your Name, i després apareixeria a altres pel·lícules coming-of-age com ara Hot Summer Nights i Lady Bird, així com al western Hostiles. La seva actuació a Call Me by Your Name li va valdre una nominació a l'Oscar al millor actor, el tercer nominat en aquesta categoria més jove de la història. Després va interpretar un adolescent drogoaddicte al drama Beautiful Boy (2018), que li va valdre una nominació al BAFTA al millor actor secundari. El 2019, Chalamet va interpretar el rei Enric V i un adolescent enamorat als drames d'època The King i Donetes, respectivament.
Al teatre, Chalamet va actuar a l'obra autobibliogràfica de John Patrick Shanley Prodigal Son el 2016, actuació la qual li va fer guanyar alguns guardons.

## Infantesa i educació
Timothée Chalamet va néixer el 27 de desembre de 1995 a la ciutat de Nova York i va créixer a Hell's Kitchen. La seva mare, Nicole Flender, és una agent immobiliària i exballarina de Broadway. El seu pare, Marc Chalamet, és un editor per UNICEF i excorresponsal del Le Parisien. Té una germana gran, Pauline, nascuda el 1992 i que és una actriu resident a París.
Chalament té fluïdesa en anglès i en francès. Té la doble nacionalitat dels Estats Units i de França. Va passar els estius de la seva infantesa a un poble que es trobava a dues hores de Lió, Le Chambon-sur-Lignon.
Al principi de la seva educació, Chalament va passar uns «anys miserables» ja que el rigorós programa acadèmic de la seva escola no li permetia desenvolupar la creativitat. La seva admissió a la Fiorello H. LaGuardia High School va ser un moment decisiu per l'estima a la interpretació. S'hi va graduar el 2013.
Després de l'institut, Chalamet (que encara tenia 17 anys) va assistir a la Universitat de Colúmbia durant un any, en què va estudiar antropologia cultural. Després de rodar Interstellar va trobar difícil assimilar-se a Colúmbia, per la qual cosa va transferir-se a la Universitat de Nova York.
Quan era petit li hagués agradat dedicar-se al futbol, era una de les coses que també li apassionava. És per això que quan era jove portava un equip de futbol de nens petits on estiuejava.

## Carrera

### Primers papers (2008–2016)

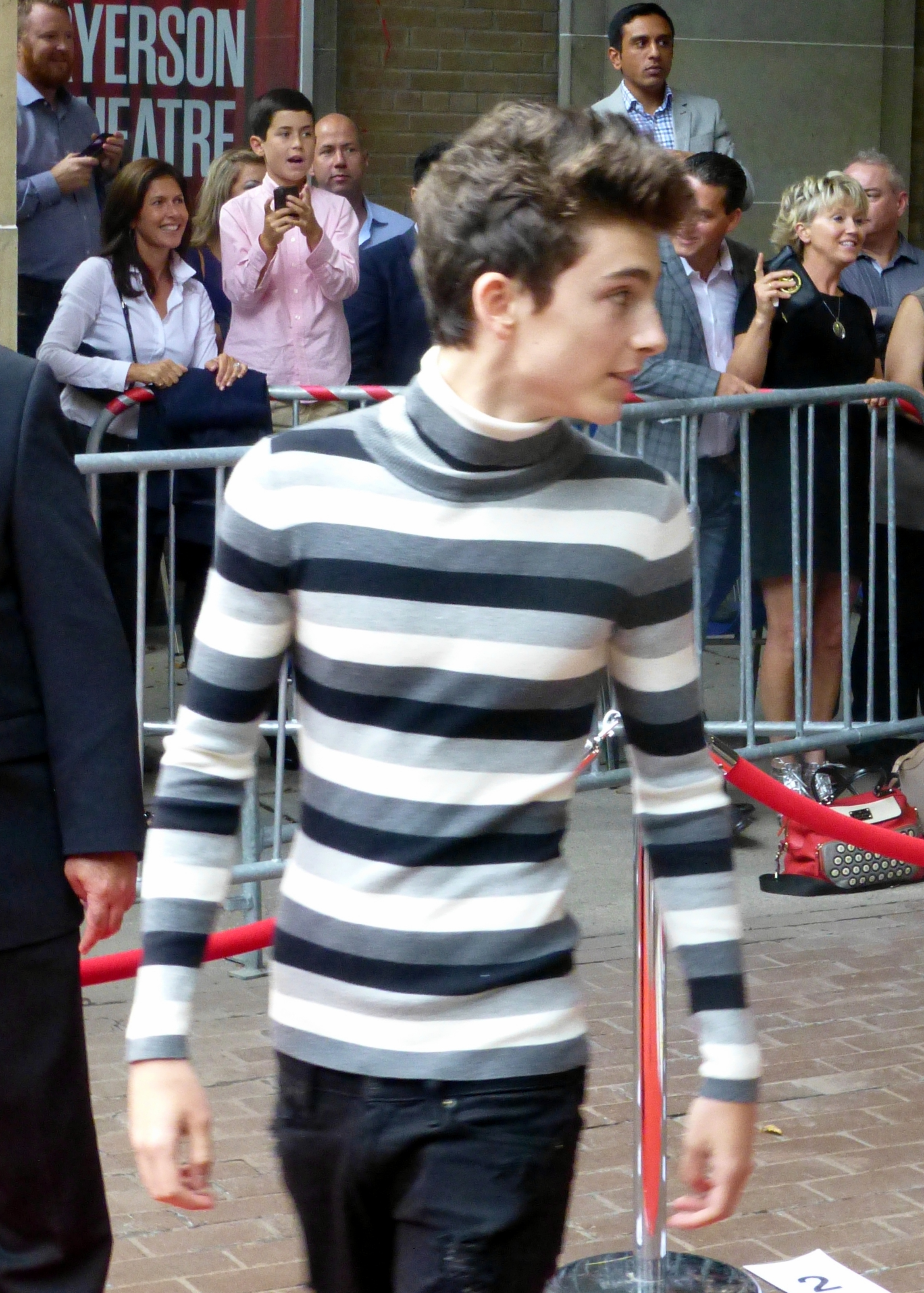
Chalamet al Festival Internacional de Cinema de Toronto de 2014.

De nen, Chalament va aparèixer en diversos anuncis publicitaris i va actuar en dos curts de terror abans de debutar a la televisió en un episodi de la sèrie Law & Order (2009), en què interpretà la víctima d'un assassinat. Va tenir un paper secundari al telefilm Loving Leah (2009). El 2011 va debutar al teatre amb l'obra The Talls, una comèdia ambientada als anys 1970 on interpretava un nen de 12 anys curiós pel sexe. El 2012, Chalament va interpretar papers periòdics a les sèries Royal Pains i Homeland, una sèrie de thriller d'espies on interpretava el fill rebel del vicepresident.
L'any 2014 interpreta un paper secundari a la pel·lícula Men, Women & Children. Aquell mateix any també va interpretar Tom Cooper, el fill del personatge de Matthew McConaughey a Interstellar, dirigida per Christopher Nolan. El 2014 també va interpretar la versió jove del coprotagonista de la comèdia Worst Friends. El 2015, Chalament va coprotagonitzar amb Andrew Droz Palermo el thriller de fantasia One & Two on interpretava Zac, un fill que, juntament amb la seva germana, comença a explorar les habilitats inusuals i els secrets foscos de la família quan la seva mare emmalalteix. També va interpretar la versió jove del personatge de James Franco a la pel·lícula The Adderall Diaries de Pamela Romanowsky. El seu últim paper del 2015 va ser el de Charlie Cooper, el net taciturn dels personatges interpretats per Diane Keaton i John Goodman, que va interpretar a la comèdia nadalenca Love the Coopers.
Chalamet va passar una època després d'Interstellar —un paper que creia que impulsaria la seva carrera— en què les audicions que feia no tenien èxit. Es va presentar a les audicions de pel·lícules com ara The Neon Demon, The Theory of Everything, La llar de Miss Peregrine per a nens peculiars i White Boy Rick.
El febrer de 2016, va interpretar Jim Quinn a l'obra de teatre autobiogràfica Prodigal Son al Manhattan Theatre Club. Chalamet, escollit especialment pel guionista i director John Patrick Shanley i el productor Scott Rudin, va interpretar un jove Shanley, un nen del Bronx no adaptat a una escola preparatòria de prestigi a Nou Hampshire el 1963. Chalamet també va actuar amb Lily Rabe interpretant l'estudiant amb problemes Billy a Miss Stevens.

### Descoberta (2017–actualitat)

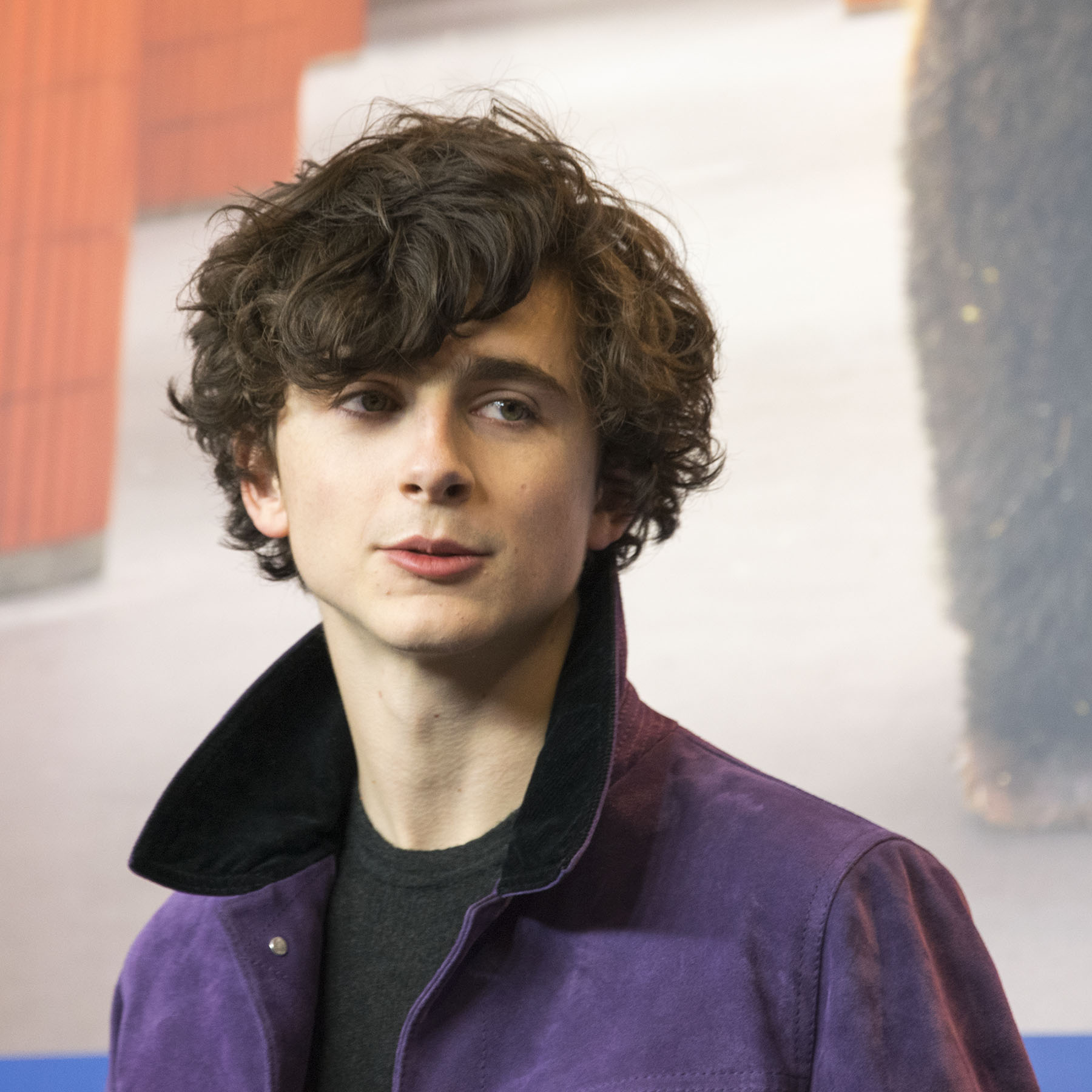
Chalamet al 67è Festival Internacional de Cinema de Berlín de 2017.

Després d'estar involucrat en el projecte per tres anys, Chalamet va actuar a la pel·lícula Call Me by Your Name de Luca Guadagnino, basada en la novel·la homònima d'André Aciman. Tracta d'un jove de nom Elio que, vivint a Itàlia durant els anys 1980, s'enamora d'Oliver (Armie Hammer), un estudiant universitari que ha anat a viure amb la seva família durant l'estiu. Per interpretar aquest paper, Chalamet va rebre lliçons d'italià i va aprendre a tocar el piano i la guitarra. El The New York Times el va incloure a la llista de millors actors d'aquell any. Va ser nominat a l'Oscar al millor actor (la tercera persona més jove de la història en ser-ne), així com altres nominacions als Globus d'Or, els BAFTA i els SAG. En la seva segona pel·lícula de 2017, Chalamet va interpretar Daniel, un adolescent maldestre que es veu involucrat en negocis de drogues durant un estiu, al debut d'Elijah Bynum com a director Hot Summer Nights. El 2017 també va aparèixer a Lady Bird, on interpretava Kyle Scheible, un hipster benestant en una banda i interès amorós del personatge de Saoirse Ronan al debut de Greta Gerwig com a directora. El desembre de 2017 es va estrenar el seu últim i quart film de 2017, el western Hostiles de Scott Cooper, on interpretava el soldat Philippe DeJardin i on també actuava Christian Bale.
El 2018, Chalamet va ser convidat a unir-se a l'Acadèmia de les Arts i les Ciències Cinematogràfiques. Més tard aquell any, Chalamet va interpretar Nic, un adolescent addicte a la metamfetamina que té una relació difícil amb el seu pare, el periodista David Sheff (Steve Carell), al drama Beautiful Boy, dirigit per Felix van Groeningen.
El 2019, Chalamet va aparèixer a la pel·lícula Dia de pluja a Nova York, una comèdia romàntica de Woody Allen. Les acusacions d'abús sexual contra Allen van fer que Chalamet donés el seu salari a diverses organitzacions caritatives. Després interpretà el rei Enric V d'Anglaterra, un príncep jove que accedeix al tron anglès per casualitat, al drama d'època de Netflix The King, dirigit per David Michôd i basat en diverses obres de teatre de Shakespeare. La seva tercera interpretació de 2019 va ser la de Theodore «Laurie »Laurence, un adolescent enamorat, a Donetes, en una adaptació de la novel·la homònima de Louisa maig Alcott.
Chalamet participa a l'adaptació de la novel·la de ciència-ficció Dune al cinema de Denis Villeneuve, on interpreta el protagonista Paul Atreides, i a la comèdia dramàtica The French Dispatch, on interpreta un estudiant revolucionari.

#### Propers projectes
Chalament debutarà al teatre londinec amb l'obra d'Amy Herzog 4000 Miles, coprotagonitzada per Eileen Atkins i que estava prevista per l'abril de 2020 però es va posposar per la pandèmia per coronavirus. També interpretarà el cantant Bob Dylan al biopic A complete unknown, dirigit per James Mangold; i reprendrà el seu paper d'Elio a la seqüela de Call Me by Your Name.

## Filmografia

### Cinema
| Any  | Títol                                   | Paper                        | Director             | Notes                          |
| ---- | --------------------------------------- | ---------------------------- | -------------------- | ------------------------------ |
| 2014 | Men, Women & Children                   | Danny Vance                  | Jason Reitman        |                                |
| 2014 | Interstellar                            | Tom Cooper (de petit)        | Christopher Nolan    |                                |
| 2014 | Worst Friends                           | Sam (de petit)               | Ralph Arend          |                                |
| 2015 | One & Two                               | Zac                          | Andrew Droz Palermo  |                                |
| 2015 | The Adderall Diaries                    | Stephen Elliott (adolescent) | Pamela Romanowsky    |                                |
| 2015 | Love the Coopers                        | Charlie Cooper               | Jessie Nelson        |                                |
| 2016 | Miss Stevens                            | Billy Mitman                 | Julia Hart           |                                |
| 2017 | Call Me by Your Name                    | Elio Perlman                 | Luca Guadagnino      |                                |
| 2017 | Hot Summer Nights                       | Daniel Middleton             | Elijah Bynum         |                                |
| 2017 | Lady Bird                               | Kyle Scheible                | Greta Gerwig         |                                |
| 2017 | Hostiles                                | Philippe DeJardin            | Scott Cooper         |                                |
| 2018 | Beautiful Boy: Sempre seràs el meu fill | Nic Sheff                    | Felix van Groeningen |                                |
| 2019 | Dia de pluja a Nova York                | Gatsby Welles                | Woody Allen          |                                |
| 2019 | The King                                | Rei Enric V                  | David Michôd         |                                |
| 2019 | Donetes                                 | Theodore "Laurie" Laurence   | Greta Gerwig         |                                |
| 2021 | The French Dispatch                     | Zeffirelli                   | Wes Anderson         | Post-producció                 |
| 2021 | Dune                                    | Paul Atreides                | Denis Villeneuve     |                                |
| 2021 | A Man Named Scott                       | Ell mateix                   | Robert Alexander     | Documental                     |
| 2021 | Don't Look Up                           | Yule                         | Adam McKay           |                                |
| 2022 | Bones & All                             | Lee                          | Luca Guadagnino      | També productor; postproducció |
| 2023 | Dune: Part 2                            | Paul Atreides                | Denis Villeneuve     |                                |
| 2023 | Wonka                                   | Willy Wonka                  | Paul King            |                                |
| 2024 | A Complete Unknown                      | Bob Dylan                    | James Mangold        |                                |

### Televisió
| Any       | Títol                                                           | Paper                         | Notes                        |
| --------- | --------------------------------------------------------------- | ----------------------------- | ---------------------------- |
| 2009      | Law & Order                                                     | Eric Foley                    | Episodi: "Pledge"            |
| 2009      | Loving Leah                                                     | Jake Lever (de petit)         | Telefilm                     |
| 2011      | What Would You Do?                                              | No apareix als crèdits        | 1 episodi                    |
| 2012      | Royal Pains                                                     | Luke                          | 4 episodis                   |
| 2012      | Homeland                                                        | Finn Walden                   | 8 episodis                   |
| 2020      | Graduate Together: America Honors the High School Class of 2020 | Ell mateix                    | Episodi especial             |
| 2020–2021 | Saturday Night Live                                             | Ell mateix (amfitrió i cameo) | 2 episodis                   |
| 2021      | "All-Electric Cadillac Lyriq"                                   | Edward Scissorhands           | Anunci a la Super Bowl LV    |
| 2022      | Entergalactic                                                   | Jimmy                         | Veu en anglès; postproducció |

### Teatre
| Any  | Títol        | Paper              | Teatre                 |
| ---- | ------------ | ------------------ | ---------------------- |
| 2011 | The Talls    | Nicholas Clarke    | Teatre McGinn/Cazale   |
| 2016 | Prodigal Son | Jim Quinn          | Manhattan Theatre Club |
| 2020 | 4000 Miles   | Leo Joseph-Connell | The Old Vic            |

## Premis i nominacions
| Oscar                   | Oscar                                 | Oscar                             | Oscar     | Oscar      |
| Any                     | Categoria                             | Pel·lícula                        | Resultat  | Referència |
| ----------------------- | ------------------------------------- | --------------------------------- | --------- | ---------- |
| 2017                    | Millor actor                          | Call Me by Your Name              | Nominat   | [ 50 ]     |
| Globus d'Or             |                                       |                                   |           |            |
| Any                     | Categoria                             | Pel·lícula                        | Resultat  | Referència |
| 2017                    | Millor actor dramàtic                 | Call Me by Your Name              | Nominat   | [ 51 ]     |
| 2018                    | Millor actor secundari                | Beautiful Boy                     | Nominat   | [ 52 ]     |
| BAFTA                   |                                       |                                   |           |            |
| Any                     | Categoria                             | Pel·lícula                        | Resultat  | Referència |
| 2017                    | Millor actor                          | Call Me by Your Name              | Nominat   | [ 53 ]     |
| 2017                    | Premi BAFTA a l'estrella emergent     | Premi BAFTA a l'estrella emergent | Nominat   | [ 53 ]     |
| 2018                    | Millor actor secundari                | Beautiful Boy                     | Nominat   | [ 54 ]     |
| Sindicat d'Actors       |                                       |                                   |           |            |
| Any                     | Categoria                             | Pel·lícula                        | Resultat  | Referència |
| 2012                    | Millor repartiment de sèrie dramàtica | Homeland                          | Nominat   | [ 55 ]     |
| 2017                    | Millor actor                          | Call Me by Your Name              | Nominat   | [ 56 ]     |
| 2017                    | Millor repartiment                    | Lady Bird                         | Nominat   | [ 56 ]     |
| 2018                    | Millor actor secundari                | Beautiful Boy                     | Nominat   | [ 57 ]     |
| Crítica Cinematogràfica |                                       |                                   |           | [ 57 ]     |
| Any                     | Categoria                             | Pel·lícula                        | Resultat  | Referència |
| 2017                    | Millor actor                          | Call Me by Your Name              | Nominat   | [ 58 ]     |
| 2017                    | Millor repartiment                    | Lady Bird                         | Nominat   | [ 58 ]     |
| 2018                    | Millor actor secundari                | Beautiful Boy                     | Nominat   | [ 59 ]     |
| 2020                    | Millor repartiment                    | Donetes                           | Nominat   | [ 60 ]     |
| Independent Spirit      |                                       |                                   |           |            |
| Any                     | Categoria                             | Pel·lícula                        | Resultat  | Referència |
| 2017                    | Millor actor                          | Call Me by Your Name              | Guanyador | [ 61 ]     |
| Satellite               |                                       |                                   |           |            |
| Any                     | Categoria                             | Pel·lícula                        | Resultat  | Referència |
| 2018                    | Millor actor secundari                | Beautiful Boy                     | Nominat   | [ 62 ]     |

## Vida privada
A l'institut públic LaGuardia, coneix Lourdes Ciccone-Leon, filla de la cantant Madonna i de l'entrenador Carlos Leon, i hi festejarà entre el 2013 i el 2015.
Entre el 2018 i el 2020 festeja amb l'actriu francoestatunidenca Lily-Rose Depp, filla de la cantant Vanessa Paradis i de l'actor Johnny Depp. Del juny de 2020 ença està festejant amb l'actriu mexicana Eiza González.
Apassionat del futbol des que era petit, és seguidor de l'AS Saint-Étienne.